# Sgabello

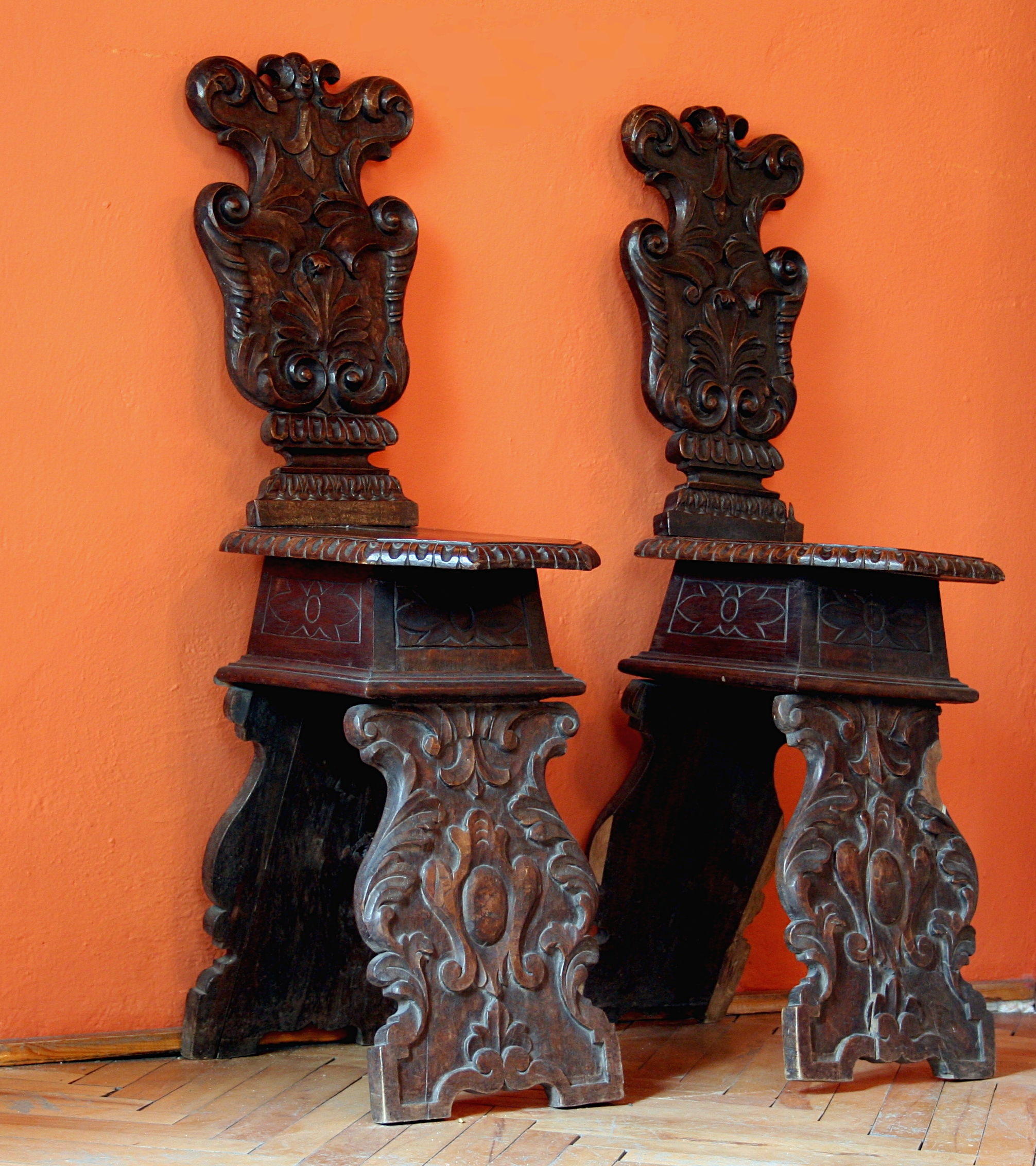
Sgabello w Muzeum Regionalnym im. Zygmunta Krasińskiego w Złotym Potoku

Sgabello – rodzaj mebla, odmiana krzesła o twardym siedzisku i twardym oparciu wykonanym z jednej deski. Krzesło to wywodzi się z Włoch, pojawiło się w XIV wieku, a rozpowszechniło w XV i XVI wieku. Znane były również odmiany w formie taboretu, różniące się od wersji podstawowej jedynie brakiem oparcia.
Siedzisko sgabello było trójkątne lub wieloboczne. Nie opierało się na nogach, ale na dwóch lub czterech ustawionych ukośnie podporach wykonanych z desek. Lekko odchylone do tyłu oparcie miało kształt zbliżony do trójkąta. Duże płaskie powierzchnie krzesła dawały możliwość zastosowania zdobień snycerskich, stąd sgabello często bywały prawie całkowicie pokryte rzeźbieniami. Częstym motywem ozdabiania oparcia był kartusz, woluty i maszkarony.
W zbiorach wawelskich znajduje się takie krzesło pochodzące z drugiej połowy XVI wieku. Wiadomo również, że sgabello posiadał w swojej sypialni król Zygmunt I Stary. Był to wyraz wpływu meblarstwa włoskiego w Polsce, jaki rozpoczął się wraz z małżeństwem Zygmunta z księżniczką włoską Boną Sforza.
Krzesło to stało się pierwowzorem dla zydla, mebla popularnego w polskiej kulturze ludowej do dzisiejszego dnia, znanego również w innych krajach.